# Джорджо Дзампорі
Джорджо Дзампорі  (італ. Giorgio Zampori, 4 червня 1887 — 7 грудня 1965) — італійський гімнаст, олімпійський чемпіон.

## Виступи на Олімпіадах
| Олімпіада      | Дисципліна        | Місце |
| -------------- | ----------------- | ----- |
| Стокгольм 1912 | абсолютний залік  | 4T    |
| Стокгольм 1912 | командний залік   | 1     |
| Антверпен 1920 | абсолютний залік  | 1     |
| Антверпен 1920 | командний залік   | 1     |
| Париж 1924     | абсолютний залік  | 26    |
| Париж 1924     | командний залік   | 1     |
| Париж 1924     | опорний стрибок   | 53    |
| Париж 1924     | паралельні бруси  | 3     |
| Париж 1924     | перекладина       | 30    |
| Париж 1924     | кільця            | 16    |
| Париж 1924     | кінь              | 23    |
| Париж 1924     | лазання по канату | 35T   |
| Париж 1924     | боковий кінь      | 24    |